# وطن حر وشعب سعيد
وطن حرّ وشعب سعيد، هو شعار سياسي اجتماعي ارتبط بالحركات التقدمية واليسارية في الوطن العربي، وبصورة خاصة للحزبين الشيوعي اللبناني والعراقي، اعتمده الحزب العراقي رسميًا كشعار منذ مؤتمره الأول في عام 1944، ليجسد رؤية الحزب لمستقبل العراق السياسي والاجتماعي.

## النشأة والاستخدام
الشعار يعد شعارًا شيوعيًّا عربيًَّا، وظهر أولًا ضمن حزب شيوعي مشترك لـسوريا ولبنان ووضعة خالد بكداش. تبنيه رسميًا خلال المؤتمر الأول للجنة السياسية للحزب الشيوعي السوري اللّبناني.

## الشعار في الخطاب السياسي
اعتُبر الشعار واحدًا من أكثر الشعارات السياسية بلاغة واختصارًا، لكونه يجمع بين الحلم القومي بالتحرر، والطموح الاجتماعي بتحسين حياة الناس. وقد استخدمه الحزب في منشوراته وأدبياته، ورفع في المسيرات والتظاهرات والاحتجاجات، وظل يتردد حتى في بيانات الحزب في الفترات المتأخرة من تاريخه.

## في الثقافة الشعبية
مع مرور الزمن، تجاوز الشعار إطاره الحزبي لينتقل إلى الثقافة العامة، حيث يُستعمل أحيانًا في الخطابات الجماهيرية، والنصوص الأدبية، أو للتعبير عن الحنين إلى مشاريع التحرر الوطني والعدالة الاجتماعية. ولا يزال الشيوعيون والمناصرون للفكر اليساري في الوطن العربي يحتفظون به كجزء من تراثهم السياسي والوجداني.

## انظر ايضًا
*الحزب الشيوعي العراقي
*الحزب الشيوعي اللبناني